# Абдуллаев, Нурулло
Нурулло Абдуллаев (тадж. Нурулло Абдуллоев, Нуруллои Абдулло; род. 6 ноября 1948, Лючоб, Варзобский район, Таджикская ССР, СССР) — таджикский и советский актёр, драматург. Народный артист Таджикистана (2005).

## Биография
Окончил актёрское отделение Душанбинского государственного института искусств им. М. Турсун-заде (1975). С 1975 года работает актёром и режиссёром в Государственном академическом драмтеатре им. А. Лахути, где и началась его карьера в качестве студента на сцене. Абдуллаев обладает высокими художественными способностями, понимает внутренний мир своих персонажей и раскрывает их глубоко. В театре им сыграно более 150 ролей.

## Творчество

### Театральные работы
- «Злоумышленник» (А. Чехов) - Следователь
- «Зебуннисо» (М. Шерали и Ш. Киямов) – Аврангзеб
- «Аллома Адхам и другие» (С. Улуг-Зода) - заместитель кази
- «Мой бедный Марат» (А. Арбузова) - Леонидик
- «Гамлет» (У. Шекспир) – Горацио
- «Раъно» (Н. Исломова) – Шокиров
- «Восстание Лахути» (А. Атабаев) - Абдулло
- «Когда город был во сне» (А. Чхеидзе) - Вахтанг Мебуке
- «Царь Эдип» (Софокл) – Креонт
- «Закат Аджама» (Дж. Куддус) – Луноликий
- «Шах Исмаил Самани» (М. Бахти) - Амир Наср
- «Драма нации» (С. Аюби) - А. Рахимбаев

Сыграл ряд ролей в Русском драматическом театре им. В. Маяковского. Более 20 лет вел телепередачу на Первом канале Таджикского телевидения «Бегараз панд» («Бескорыстные назидания»).
В качестве драматурга им написаны большие сценические работы: «Горец», «Сказки
старика», «Зови своего Искандара», «Хонадомод» (Зять, живущий в доме родителей жены), «Куда двигаемся?», «Излом надежды», «Скандал у стада» и др. Его пьесы ставились не только на сценах таджикских театров, но и в театрах Москвы, Нальчика, Хабаровска, Токио. Им переведен ряд пьес зарубежных драматургов.
Член Союза писателей Таджикистана с 1994 г. Опубликованные работы: «Кургирех» («Мертвый узел», 2001); «Насмешка XXI века», 2001.

### Роли в кино
Снимается в таджикских фильмах с 1981 года: «Мир вашему дому», «В талом снеге звон ручья» (1982), «Серебристая нить» (1984), «Капкан для шакалов» (1985), «Девушки из «Согдианы»» (1987), «С мечтой об отце» (телесериал, ТВТ, 2005), «Начало вечной жизни» (2007), «Календарь ожидания»(2008), «Охота жить» (2008), «Шукрона» (телесериал ТВ Ирана, 2008).
Участвовал в дублировании на таджикский язык большого количества фильмов.